# 計畫行為理論

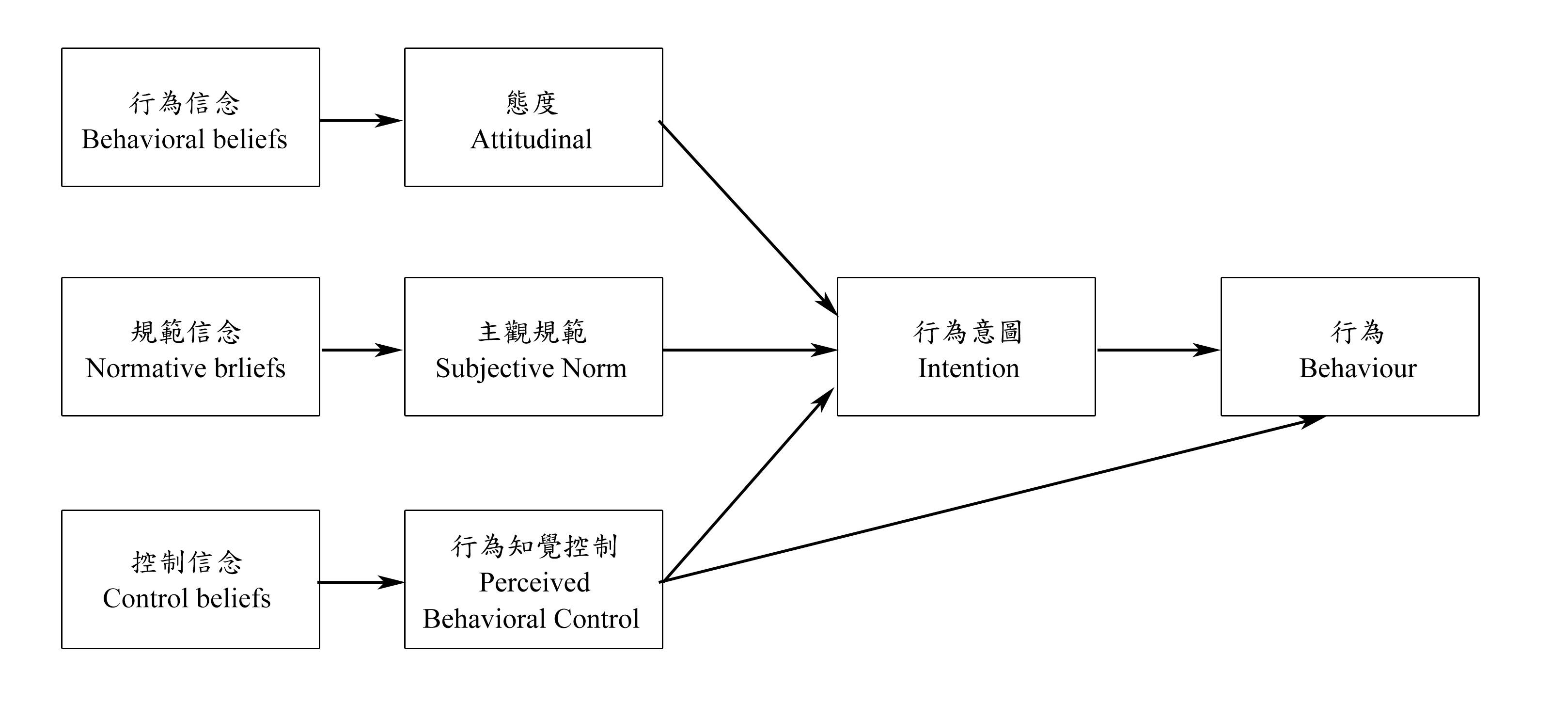
計畫行為理論的模型架構圖

計畫行為理論 (Theory of Planned Behavior，TPB) 是一個由Icek Ajzen所提出的行為決策模型，主要用以預測和瞭解人類的行為。計畫行為理論的模型中主要由行為信念、行為態度、規範信念、主觀規範、控制信念、知覺行為控制、行為意向與行為等構面組成。目前計畫行為理論已被應用在如廣告、行銷、公共關係、醫療保健、體育管理、永續性與環境保護等與行為有關的研究領域中。

## 歷史
計畫行為理論是基於理性行為理論（Theory of Reasoned Action，TRA）演變、改良而來，理性行為理論是馬丁·費希貝（Martin Fishbein）和Ajzen於1980年一起提出的理論，該理論認為個人做出特定行為是受到其行為意圖 （Behavioral intention）之影響，而行為意圖則取決於行為者對此行為的態度 (Attitude) 與主觀規範 (Subjective norm)。
由於理性行為理論假定個體的行為產生是出自於完全的自願控制，其忽略了個體內心的個人的決定（可能是道德、倫理、控制觀等因素）。於是Ajzen在1988年增添了第三個元素：知覺行為控制 (Perceived behavioral control，PBC)，並提出了計畫行為理論。1991年Ajzen又在態度、主觀規範、知覺行為控制的前方分別加入了行為信念（Behavioral beliefs）、規範信念(Normative beliefs)、控制信念（Control beliefs）形成了目前的計畫行為理論模型。

## 理論原理
計畫行為理論主要以三個階段來分析行為模式的形成過程：
- 行為決定於個人的行為意圖；
- 行為意圖決定於對行為的態度、行為主觀規範與認知行為控制等三者或其中部分的影響；
- 對行為的態度、行為主觀規範及認知行為控制受外生變數的影響。

## 參看
- 理性行為理論

## 延伸閱讀
- Ajzen, I. (2002). Constructing a TPB Questionnaire: Conceptual and Methodological Considerations （页面存档备份，存于）.
- Ajzen, I.Behavioral Interventions Based on the Theory of Planned Behavior （页面存档备份，存于）